# Município de Van Buren (condado de Shelby, Ohio)
O município de Van Buren (em inglês: Van Buren Township) é um município localizado no condado de Shelby no estado estadounidense de Ohio. No ano de 2010 tinha uma população de 2.077 habitantes e uma densidade populacional de 21,66 pessoas por km².

## Geografia
O município de Van Buren encontra-se localizado nas coordenadas 40° 26′ 12″ N, 84° 16′ 19″ O. Segundo a Departamento do Censo dos Estados Unidos, o município tem uma superfície total de 95.89 km², da qual 95.56 km² correspondem a terra firme e (0.34%) 0.33 km² é água.

## Demografia
Segundo o censo de 2010, tinha 2.077 habitantes residindo no município de Van Buren. A densidade populacional era de 21,66 hab./km². Dos 2.077 habitantes, o município de Van Buren estava composto pelo 97.79% brancos, o 0.91% eram afroamericanos, o 0.14% eram amerindios, o 0.14% eram asiáticos, o 0.19% eram insulares do Pacífico, o 0.53% eram de outras raças e o 0.29% pertenciam a duas ou mais raças. Do total da população o 1.06% eram hispanos ou latinos de qualquer raça.